# 3. ŽNL Varaždinska
3. rang županijska nogometne lige u Varaždinskoj županiji predstavlja 2. liga Nogometnog središta Ludbreg, te je to ujedno i liga 8. stupanja nogometnih natjecanja u Hrvatskoj. Prvak lige ostvaruje pravo plasmana u viši rang, a to je 1. liga NS Ludbreg. 

U sezoni 2015./16. ligu je činilo šest klubova.

## Vanjske poveznice
- NS Ludbreg  Arhivirana inačica izvorne stranice od 19. kolovoza 2013. (Wayback Machine)
- ŽNS Varaždin  Arhivirana inačica izvorne stranice od 1. studenoga 2015. (Wayback Machine)